# Noteroclada
Noteroclada, rod jetrenjarki smješten u porodicu Noterocladaceae dio reda Pelliales. Sastoji se od nekoliko vrsta.

## Rodovi
1. Noteroclada arhiza Spruce
2. Noteroclada confluens Taylor ex Hook. f. & Wilson
3. Noteroclada lacunosa Colenso
4. Noteroclada lenta Taylor ex Prosk.
5. Noteroclada leucorhiza Spruce
6. Noteroclada longiuscula Colenso
7. Noteroclada perpusilla Colenso
8. Noteroclada porphyrorhiza (Nees) Mitt.